# Deus Ex: Invisible War
Deus Ex: Invisible War – gra komputerowa stworzona przez Ion Storm i wydana przez Eidos Interactive w 2003 roku. Jest to cyberpunkowe połączenie first-person shootera i gry fabularnej, kontynuacja gry Deus Ex.

## Fabuła
Fabuła gry została osadzona w 2072 roku, w dwadzieścia lat po wydarzeniach z Deus Ex. Świat podniósł się po globalnej ekonomicznej katastrofie tzw. Wielkim Upadku do której doprowadził JC Denton – główny bohater poprzedniej części gry. Gracz wciela się w Alexa Dentona, kadeta akademii Tars, w momencie gdy uczelnia zostaje zaatakowana przez Poszukiwaczy Ładu – członków światowej religii.

## Rozgrywka
W stosunku do poprzednika, Ion Storm wprowadził szereg zmian. W warstwie technicznej zaimplementowano sztuczną fizykę Havok oraz dynamiczne cienie. W mechanice rozgrywki usunięto system rozwoju postaci oparty na punktach doświadczenia. Gracz ma większą swobodę w wyborze pracodawców, jednak konsekwencje czynów mają mały wpływ na rozgrywkę.
W fabule gry znaleziono miejsce dla trzech nowych (ApostleCorp, Ład, Omar) oraz dwóch znanych z Deus Ex organizacji (Templariusze, Illuminati). Wybór pracodawcy należy do gracza, jednak rozgrywka nie jest zbyt nieliniowa. Niektóre główne zadania wykluczają się nawzajem, niemniej większość z nich nie daje żadnego pola manewru. Sposób ich wykonania zależy od gracza. Podobnie jak w pierwszej części gry istnieje wiele stylów na przejście gry. Można potraktować grę jako skradankę i nikogo nie zabijać, niczym haker eliminować przeciwników za pomocą przejętych urządzeń bądź w typowy dla shoterów sposób zabijać wrogów za pomocą broni. Akcja gry dzieje się w Seattle, Kairze, Trewirze, Antarktydzie i Nowym Jorku.

### Rozwój postaci
Rozwój postaci opiera się o piętnaście biomodyfikacji – roboty stworzone na bazie nanotechnologii, które wzbogacają postać o nadludzkie możliwości takie jak np. widzenie w noktowizji, szybka regeneracja ran czy maskowanie termiczne. Każda z nich posiada trzy stopnie zaawansowania. Podobnie jak w Deus Ex, tak też w kontynuacji do dyspozycji gracza oddano wiele rodzajów broni, którą również można ulepszać za pomocą modyfikacji.

## Odbiór
Jeszcze przed premierą podczas branżowych targów gra dostała kilka wyróżnień m.in.:
- Nominacja do najlepszej gry RPG targów E3 2002 (Best Role Playing Game)
- Nominacja do najlepszej gry targów E3 2003 (Best Role Playing Game)
- Nominacja do najlepszej gry na PC targów E3 2003 (Best PC Game)

Deus Ex: Invisible War najpierw została wydana w USA. Okazała się na tyle niedopracowana, że wydawca Eidos Interactive ogłosił, iż wersję z Ameryki należy uznać za Betę. Europejczycy mieli dostać finalny produkt.
Przez graczy gra została chłodno przyjęta z powodu szeregu uproszczeń w stosunku do poprzednika – m.in. brak punktów doświadczenia, zróżnicowanej amunicji, nieprzydatne nanomodyfikacje, nietrafione modyfikacje broni czy niski poziom trudności gry. Krytykowano ją za wysokie wymagania sprzętowe (m.in. konieczność posiadania karty graficznej obsługującej pixel shader w wersji 1.2) oraz małe rozmiary map.
Pomimo tego szacuje się, że na świecie gra rozeszła się w od 500 tys. do 1 mln egzemplarzach.